# Кия (приток Шилки)
Кия́ — река в России, протекает по территории Шилкинского района Забайкальского края, левый приток Шилки.
Исток находится на юго-восточном склоне Нерчинско-Куэнгинского хребта. Впадает в Шилку около одноимённого города. Длина реки составляет 120 км, площадь водосбора — 1140 км².
От истока к устью на реке расположены населённые пункты: Средняя Кия, Богомягково, Кокуй-Комогорцево и город Шилка.